# Mumias Sugar
Pour le club de football associé à l'entreprise, voir Mumias Sugar Football Club.
Mumias Sugar est une entreprise sucrière kenyane, la plus grande économie de la Communauté d'Afrique de l'Est. C'était, en 2014, le plus grand fabricant de sucre du pays,, produisant environ 250 000 tonnes de sucre, soit 42% de la production nationale annuelle, estimée à 600 000 tonnes.
Mumias Sugar fait partie du NSE All Share, l'indice de la bourse de Nairobi.

## Localisation
Le siège de la société se trouve à Mumias, dans le comté de Kakamega, dans la Province de l'Ouest, à proximité des plantations de sucre et des usines de la société. Mumias se trouve à environ 400 kilomètres, par la route, au nord-ouest de Nairobi, la capitale du pays, où Mumias Sugar possède un centre d'opérations.

## Vue d'ensemble
La Mumias Sugar Company est principalement engagée dans la fabrication et la vente de sucre. La société cultive une partie de la canne à sucre utilisée pour sa production de sucre : ses propres plantations fournissent jusqu'à 7% de sa production annuelle. Sa principale source d'approvisionnement en canne à sucre est constituée par plus de 50 000 producteurs enregistrés, qui cultivent au total plus de 400 kilomètres carrés. En collaboration avec l'Organisation des Nations unies pour l'alimentation et l'agriculture (FAO), Mumias Sugar a également piloté la production d'une variété hybride de palmier à huile à haut rendement dans des régions considérées auparavant comme trop froides pour une culture commerciale.
Outre le sucre, la société co-génère 34 mégawatts d'électricité. Une partie de cette électricité est utilisée par l'entreprise, et l'excédent est vendu au réseau électrique national. L'entreprise produit également 24 millions de litres d'éthanol par an et 20 millions de litres d'eau distillée par an.

## Histoire
La société a été fondée en 1971, avec le profil d'actionnariat suivant : (a) Gouvernement du Kenya (71 % des parts) (b) Commonwealth Development Corporation du Royaume-Uni (17 % des parts) (c) Kenya Commercial Finance Company (5 % des parts) (d) Booker McConnel (4 % des parts) et (e) East African Development Bank (3 % des parts),.
Les principaux objectifs de la création de la Mumias Sugar Company étaient les suivants :
- Fournir une source de revenus aux agriculteurs ;
- Créer des opportunités d'emploi, étant donné qu'il n'y avait pas d'entreprise industrielle majeure dans la région à l'époque ;
- Freiner l'exode rural ;
- Réduire la dépendance excessive à l'égard des importations et viser l'autosuffisance en matière de production sucrière ;
- La société devait également fonctionner sur une base commerciale et réaliser des bénéfices.

Le pic de production de sucre par la société a été atteint en 2005, avec une production de 269 184 tonnes.